# Manfred Rätzsch
Manfred Rätzsch (* 30. Juni 1933 in Leipzig) ist ein deutscher Chemiker (Polymerchemie).
Rätzsch studierte ab 1952 Chemie an den Universitäten von Greifswald und Leipzig mit dem Diplom-Abschluss bei Gerhard Geiseler 1958. Die Diplomarbeit war über Präzisionskalorimetrie und wurde angefertigt, als er Werksdiplomand am Leunawerk Walter Ulbricht war (Assistent des Werksleiters Wolfgang Schirmer), wobei er auch eine Pilotanlage zur Methanchlorierung aufbaute. Er war danach Chemiker in den VEB Leunawerken und baute zunächst eine Industrieanlage zur Methanchlorierung in den Bitterfelder Werken auf und danach war er mit Anlagen zur Polymerisierung von Ethylen unter hohem Druck befasst. 1962 wurde er Betriebsleiter einer Hochdruckpolyethylenanlage in den Leunawerken mit 3000 Tonnen Jahresproduktion. Sie wurde von der Firma Imhausen-Chemie (Imhico) geliefert, die dafür das Know-how für Low Density Polyethylene (LDPE) aus Leuna erhielt. 1965 wurde er bei Geiseler in Leipzig promoviert (Thermodynamik und Reaktionstechnik der Ethylenpolymerisation). 1966 wurde er Leiter der Forschungsabteilung Hochpolymere der Leunawerke. 1967 habilitierte er sich in Leipzig (Die radikalisch initiierte Polymerisation von Ethylen unter hohem Druck). Ab 1969 erfolgte in Zusammenarbeit mit der Sowjetunion der Aufbau von Hochdruckpolyethylen-Anlagen (Polymir) in Weißrussland  (Polymir 50 in Novopolozk) und Leuna (Polymir 60). 1978 bis 1980 war er stellvertretender (und die meiste Zeit auch amtierender) Forschungsleiter der Leunawerke. Die Produktion von Ethylen-Norbornen-Copolymeren erwies sich aufgrund von Managementfehlern als Misserfolg.
Neben seiner Tätigkeit bei Leuna lehrte er ab 1964 an der Universität Leipzig und ab 1969 als Honorarprofessor für Hochpolymere an der TH Leuna-Merseburg. 1981 wurde er Direktor des Instituts für Technologie der Fasern der Akademie der Wissenschaften der DDR in Dresden (ab 1984 Institut für Technologie der Polymere, ITP), was er bis 1990 blieb. Nach der Wende war er 1991 bis 1998 Forschungsleiter bei Polymer Chemie Danubia (PCD) in Linz  und danach bei der Agrominz Melamine International (AMI). Dort entwickelte er superweiche Polyolefine und geschäumtes Polypropylen. Nach der Übernahme durch Borealis war er 1998/99 Chefwissenschaftler von Borealis und danach Berater.
Von ihm stammen mehr als 230 Veröffentlichungen und er war an 180 Patenten beteiligt.
1981 erhielt er die August-Kekulé-Medaille und war Verdienter Techniker des Volkes. 1970 erhielt er mit anderen den Nationalpreis für Wissenschaft und Technik 1. Klasse und 1988 2. Klasse. 1988 erhielt er in Österreich die Hermann F. Mark-Medaille und 2002 das  Österreichische Ehrenkreuz für Wissenschaft und Kunst I. Klasse. Er war ab 1973 korrespondierendes und ab 1977 volles Mitglied der Akademie der Wissenschaften der DDR (und 1988 bis 1990 Vorsitzender von deren Chemieklasse) und er ist Mitglied der American Association for the Advancement of Science. 2008 wurde er Ehrenmitglied der Akademie Mitteldeutsche Kunststoffinnovationen (AMK).
Er war 1975 bis 1980 Vorsitzender der Chemischen Gesellschaft der DDR. Rätzsch war Mitglied der SED.

## Schriften
- mit Manfred Arnold: Hochpolymere und ihre Herstellung, Leipzig: Fachbuchverlag 1973
- Mitautor vom Lehrbuch der Technischen Chemie, VEB Verlag für Grundstoffindustrie, Leipzig 1974
- mit Burkart Philipp: Neue Ergebnisse der Polymerforschung, 1983